# Дієго де Егуес-і-Бомон
Дієго де Егуес-і-Бомон (ісп. Diego de Egües y Beaumont; 1612 — 25 грудня 1664) — іспанський військовик і колоніальний чиновник, губернатор Нового Королівства Гранада і президент Королівської авдієнсії Санта-Фе-де-Боготи від 1662 до 1664 року.

## Біографія
Походив зі шляхетної родини. В дитинстві був одним із пажів короля Філіпа III. Коли він трохи підріс, його батька відрядили до Віце-королівства Перу, де той отримав посаду президента Королівської авдієнсії Чаркас, а юний Дієго супроводжував батька в тій подорожі. Після смерті Егуеса-старшого його син отримав посаду коррехідора Оропеси та долини Кочабамби. Після завершення терміну повноважень вступив до лав іспанської колоніальної армії, тоді ж брав участь у першій для себе військової кампанії проти Об'єднаних провінцій Голландії в порту Кальяо.
1643 року Дієго вирішив повернутись на батьківщину. Втім під час зупинки на Кубі між ним і губернатором Сантьяго-де-Куби Бартоломе де Осуною сталась дуель, з якої де Егуес вийшов переможцем, але при цьому зазнав поранення й не зміг продовжувати свою подорож. Після одужання він продовжив свою службу, дослужившись до звання адмірала флоту Нової Іспанії. Також він обіймав посади коменданта Іспанської армади та голови казначейства. Став кавалером ордена Сантьяго.
1661 року Дієго де Егуес був призначений на посаду президента Королівської авдієнсії Санта-Фе-де-Боготи, фактично ж зайняв посаду в лютому наступного року. За часів свого врядування заохочував створення християнських місій у поселеннях індіанців, що викликало опір серед корінних жителів: так 1663 року індіанці здійснили напад на Мокоа та зруйнували всі місцеві храми й понівечили християнські поховання.
За врядування Дієго де Егуеса-і-Бомона в Боготі було відкрито першу міську скотобійню. Також він завершив будівництво дзвіниці Кафедрального собору Боготи та збудував мости через річки Сан-Августин, Богота і Сан-Франсіско.
Помер, перебуваючи на посаді, у грудні 1664 року після кількох днів хвороби. Після його смерті урядом керував голова суду Франсіско де Лейва.